# جفری هیوز
جفری هیوز (انگلیسی: Geoffrey Hughes؛ ۲ فوریهٔ ۱۹۴۴ – ۲۷ ژوئیهٔ ۲۰۱۲) یک هنرپیشه بود. وی بین سال‌های ۱۹۶۶ تا ۲۰۱۰ میلادی فعالیت می‌کرد.
از فیلم‌ها یا مجموعه‌های تلویزیونی که وی در آن‌ها نقش داشته است می‌توان به زیردریایی زرد و تلنگر اشاره نمود.